# Bataillon autonome d'infanterie coloniale du Maroc
Le bataillon autonome d'infanterie coloniale du Maroc (BAICM) est une unité de l'Armée de terre française. Créée en 1932 à partir du régiment d'infanterie coloniale du Maroc, il est dissous en 1943.

## Historique
Le BAICM est créé à Rabat le 1er avril 1932 à partir du RICM dissous la veille : le nouveau bataillon est formée à partir du 3e bataillon, de la compagnie hors-rang et de l'état-major régimentaire tandis le RICM est lui-même recréé en métropole à partir du 22e régiment d'infanterie coloniale,. En 1939, il est stationné à Ouezzane.
Alors qu'il a rejoint l'Afrique-Occidentale française, il est dissous le 30 mars 1943.